# Kurtna Mustjärv
Kurtna Mustjärv (est. Kurtna Mustjärv) – jezioro w gminie Illuka, w prowincji Virumaa Wschodnia, w Estonii. Położone na północ od wsi Konsu na terenie obszaru chronionego krajobrazu Kurtna (est. Kurtna maastikukaitseala). Ma powierzchnię 5,5 hektara, linię brzegową o długości 1027 m, długość 420 m i szerokość 240 m. Jest jednym z 42 jezior wchodzących w skład pojezierza Kurtna (est. Kurtna järvestik). Sąsiaduje z jeziorami Kurtna Nõmme, Niinsaare, Kurtna Haugjärv, Kurtna Särgjärv, Kurtna Abnejärv.